# Дахан, Хамед
Хамед Дахан (араб. حامد دحان‎; 1946, Сиди-Касем — 13 июля 2020, Сиди-Касем, Рабат-Сале-Кенитра) — марокканский футболист, игравший на позиции полузащитника; участник чемпионата мира 1970 года.

## Биография

### Игровая карьера
Всю футбольную карьеры играл за «Юнион Сиди Касем», с которым в 1970 году завоевал серебряные медали чемпионата страны.
В составе сборной Марокко принимал участие на чемпионате мира 1970 года, но на турнире был запасным и на поле так и не появился.

### Смерть
Скончался 13 июля 2020 года в Сиди-Касеме в возрасте 74 лет.